# آکادمی نظامی هند
آکادمی نظامی هند با کوته‌نشت (IMA) آموزشگاه نظامی هن است که افسران نیروی زمینی هند را در درادون، واقع ایالت اوتاراکند آموزش می‌دهد. این آکادمی در سال ۱۹۳۲ به دنبال توصیه کمیته نظامی تحت ریاست فیلد مارشال فیلیپ چیت‌وود تأسیس شد. آکادمی نظامی هند از یک کلاس ۴۰ نفری در سال ۱۹۳۲ با ظرفیت ۱،۶۵۰ تاسیس شد. دانشجویان این اکادمی یک دوره آموزشی را طی می کنند که بسته به معیارهای ورود بین ۳ تا ۱۶ ماه متفاوت است و پس از اتمام دوره به عنوان ستوان (هندی: قومانده) در ارتش هند مامور شوند.

## فارغ‌التحصیلان سرشناس

Notable people
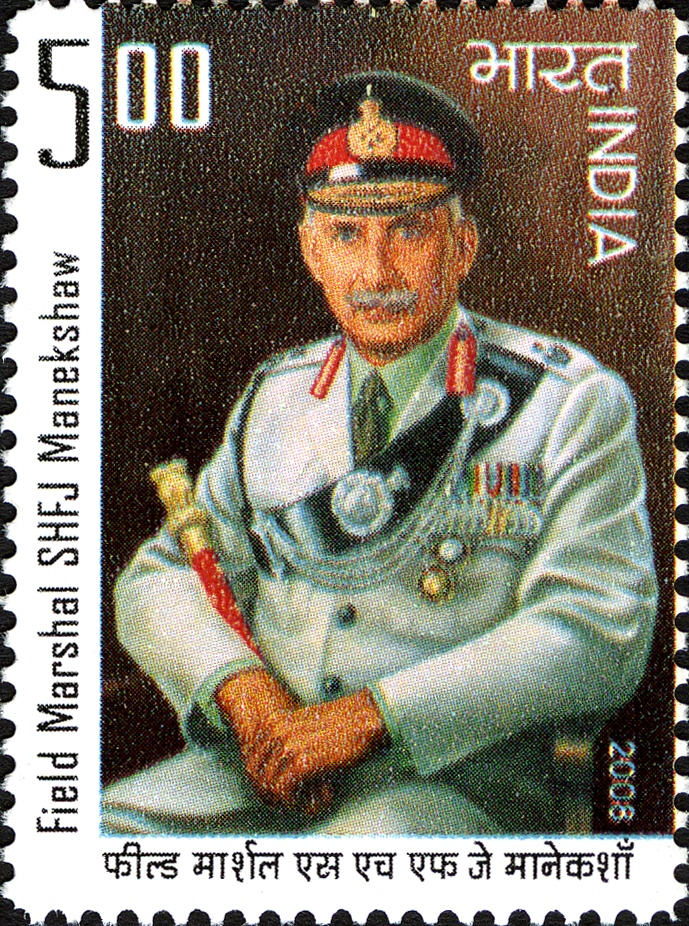
سم منکشاو
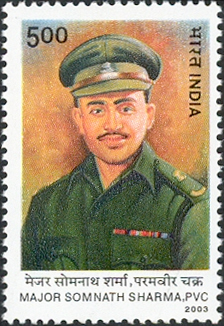
سومنات شارما
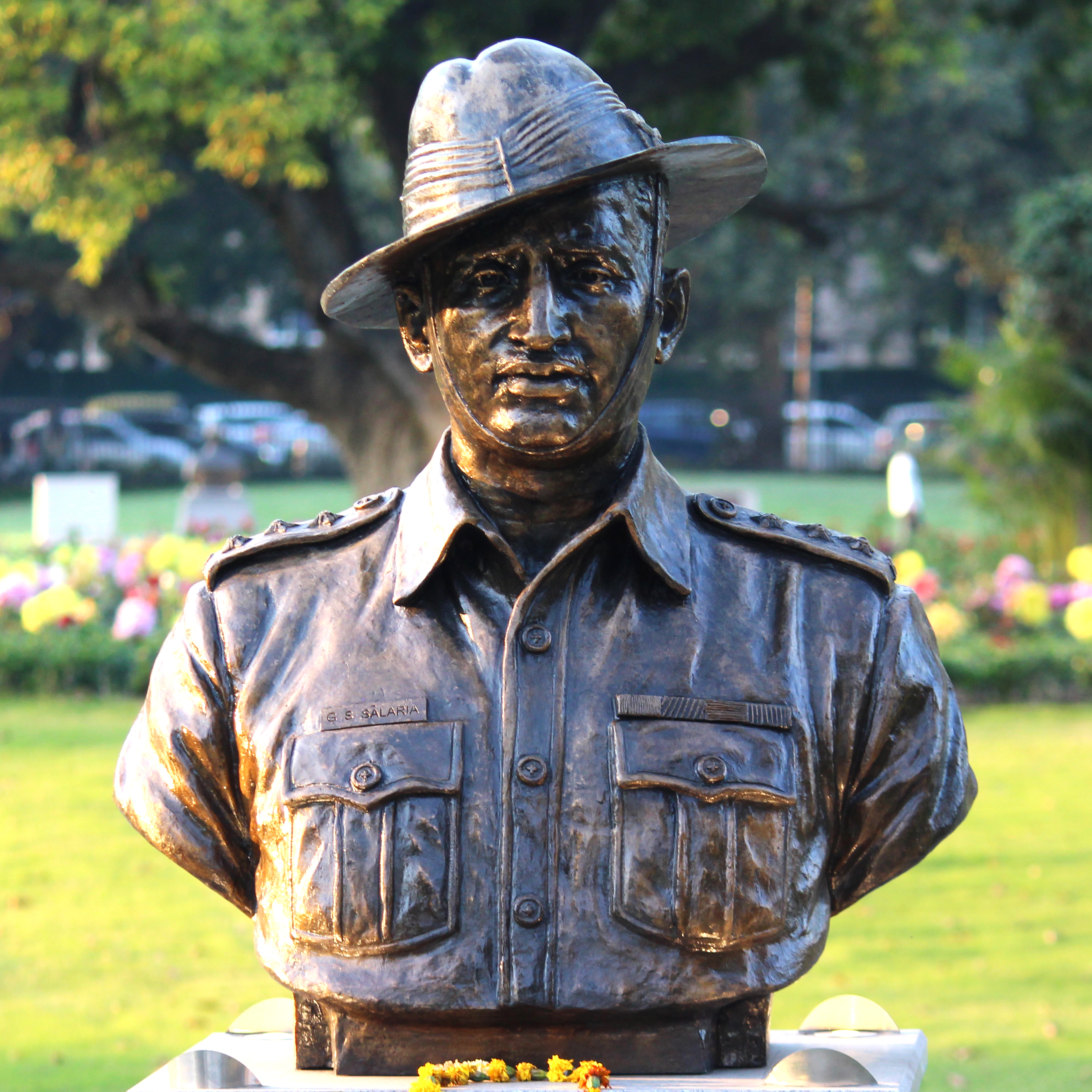
گوربچنگ‌سیگ سالار
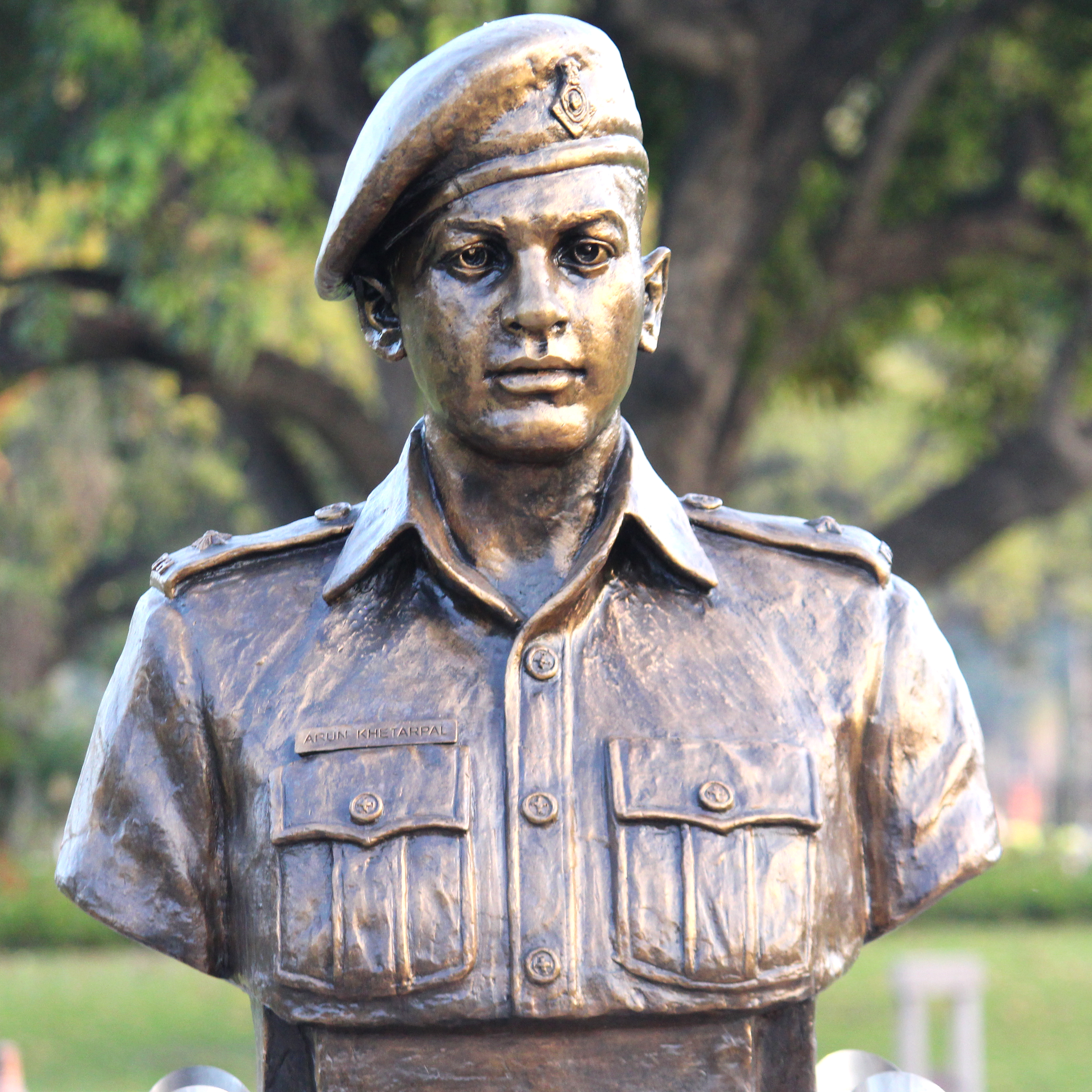
هارون خیتارپال
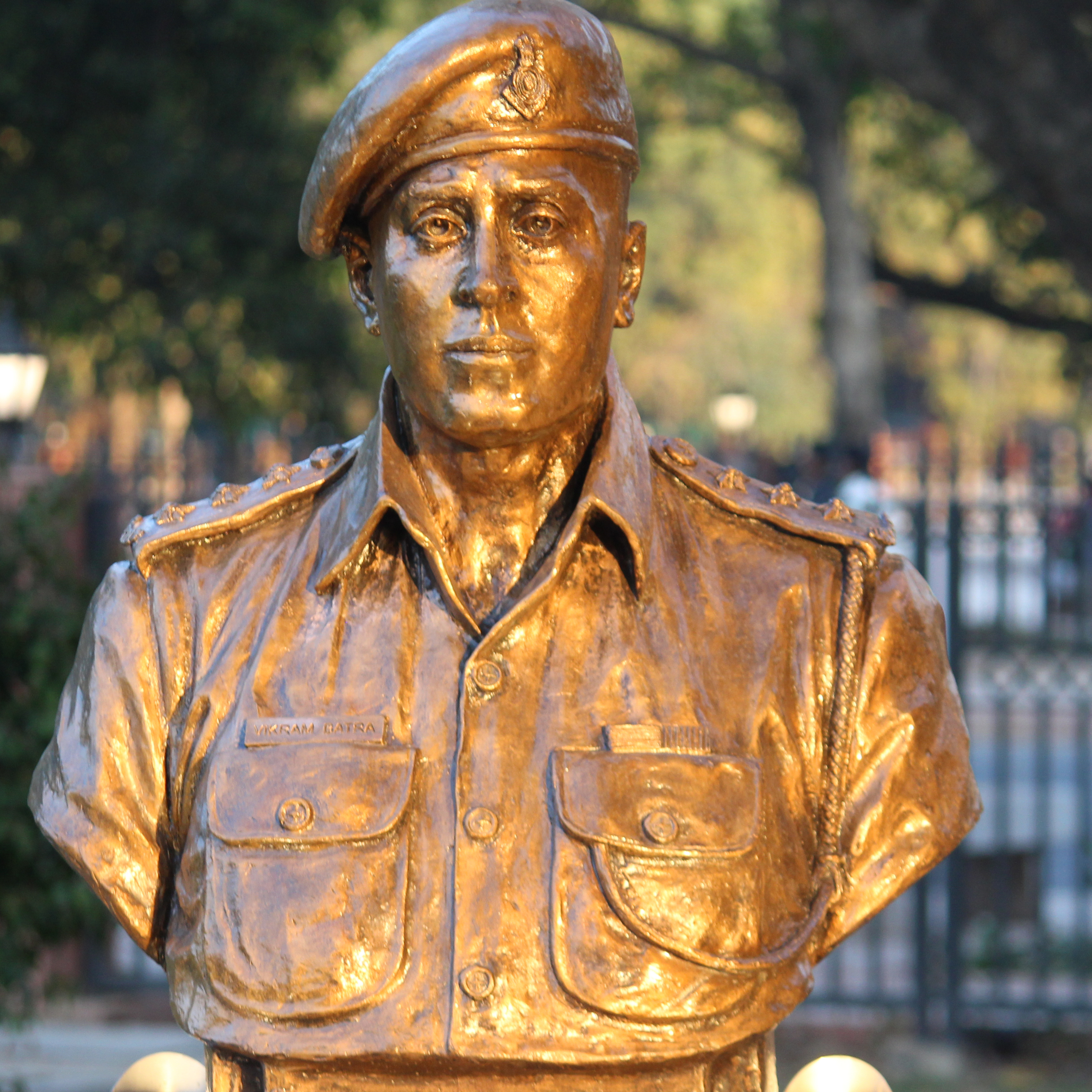
ویکرام باترا
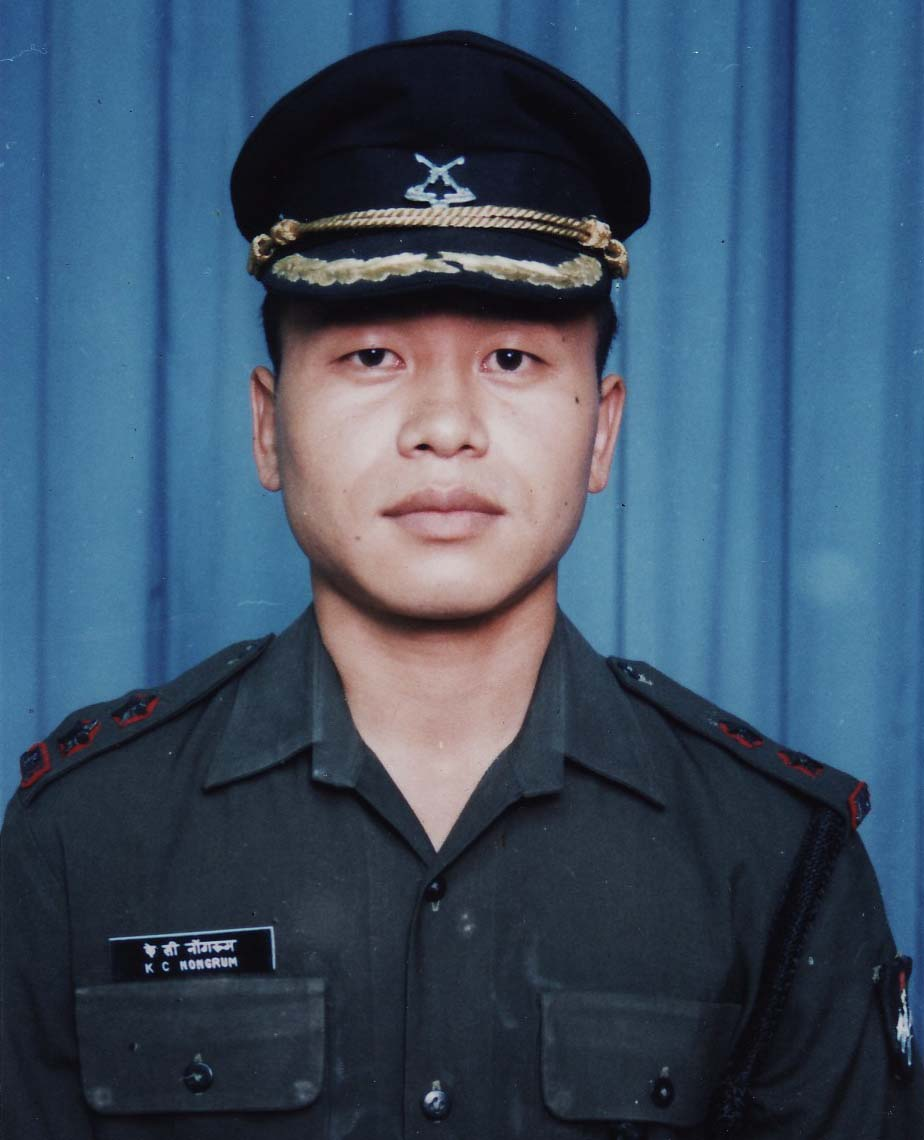
کیشینگ کلیفورد نامگرنگ